# Shelley Taylor
Shelley Elizabeth Taylor (Mount Kisco, 1946) è una psicologa statunitense.
Laureata all'Università Yale e con un Ph.D. conseguito all'Università di Harvard, è professoressa emerita di psicologia all'Università della California a Los Angeles. La Taylor è tra i massimi esperti del mondo scientifico statunitense nell'ambito della psicologia sociale, in particolar modo della social cognition e della psicologia della salute.
Nel 1996 è stata insignita dalla American Psychological Association dell'APA Award for Distinguished Scientific Contributions, premio conferito agli psicologi che si sono particolarmente distinti per i loro contributi teorici ed empirici nella ricerca di base. Nel 2009 è stata ammessa fra i membri dell'Accademia nazionale delle scienze statunitense. 
Tra i suoi contributi alla psicologia, è da ricordare il modello tend and befriend, su come alcuni individui, specialmente di sesso femminile, rispondono alle situazioni di stress.